# 魾
魾（讀音同“丕”）为輻鰭魚綱鯰形目鮡科魾属的其中一種。於2021年後發現Bagarius bagarius其實是巨魾（Bagarius yarrelli）的首異名，後來也證實了這點。

## 分布
本種分佈於湄公河流域、泰國湄南河。

## 特徵
本魚體狹長，體色為褐色，並具有深色斑塊，側線明顯，具數對觸鬚，尾鰭叉形且上下葉延長，脂鰭起點在臀鰭起源後面，延長髓棘 4至8枚，末梢部地擴大腹部的脊椎骨17至20個。在頭頂上沒有銳利的脊；嘴大，背鰭硬棘1枚；背鰭軟條6枚；臀鰭軟條13至14枚；脊椎骨38至42個，體長可達2公尺的報導是錯誤的，正確來說一般成體可達20-22公分(7.9-8.7英吋)，是魾屬中最小型的。

## 生態
本魚棲息於水流迅速具有岩石的溪流，屬肉食性，以昆蟲、小魚、青蛙與蝦等為食，繁殖期在雨季前。

## 經濟利用
可做為食用魚及遊釣魚類。